# Dasineura marginalis
Dasineura marginalis är en tvåvingeart som beskrevs av Maia 2005. Dasineura marginalis ingår i släktet Dasineura och familjen gallmyggor. Inga underarter finns listade i Catalogue of Life.